# Танюк Леонід Степанович
Леоні́д Степа́нович Таню́к (Лесь Танюк; (8 липня 1938, Жукин, Вишгородський район, Київська область, Українська РСР, СРСР — 18 березня 2016, Київ, Україна) — український режисер театру і кіно, шістдесятник, президент Клубу творчої молоді (1959—1963), професор Київського національного університету театру, кіно і телебачення ім. І.Карпенка-Карого, заслужений діяч мистецтв України (1995), Народний артист України (2008), народний депутат України 1-го, 2-го, 3-го, 4-го, 5-го скликань, голова Національної спілки театральних діячів України (з 1992); голова Всеукраїнського товариства «Меморіал» ім. В.Стуса (1993—2014); заступник голови НРУ (з березня 1999), член Політради НРУ (з березня 1999), член Центрального проводу НРУ (з березня 1992); член Національної комісії України у справах ЮНЕСКО (з листопада 1995); голова Всеукраїнського комітету з підготовки суду над КПРС-КПУ за злочини тоталітаризму «Нюрнберґ-2» (з 1996).

## Життєпис
Народився Леоні́д (Лесь) Таню́к у с. Жукин (на той час це Димерський район, Київська область). За національністю — українець. Його батько — Стефан Самійлович (1901–1982 рр.), працював учителем української мови і літератури. Мати — Наталя Миколаївна (1902—1969 рр.), працювала вчителькою іноземних мов.
Був одружений з мистецтвознавицею Неллі Корнієнко (1939 р.н), членкинею Асоціації міст України, директоркою театрального центру Курбаса. Мав дочку Оксану (1964 р.н), яка за освітою є театрознавицею.
Більшість дитинства разом з родиною провів у німецьких концтаборах (1941—1945 рр.). Закінчив школу в Луцьку, працював ливарником-формувальником на заводі, закінчив культосвітній технікум, працював актором у Волинському облдрамтеатрі.
1958–1963 — студент Київського театрального інституту ім. Карпенка-Карого, режисерський факультет (керівник курсу — Мар'ян Крушельницький).
Створив Клуб творчої молоді (КТМ), (м. Київ) який об'єднав близько 2 тис. митців з усієї України, був обраний його президентом (1959—63). Навколо КТМ гуртувалися І. Світличний, А. Горська, В. Стус, В. Чорновіл та ін. Ставив спектаклі у Львівському українському драматичному театрі, Одеському театрі ім. Революції, Харківському театрі ім. Шевченка. Відкрив поховання в Биківні (разом з Аллою Горською і Василем Симоненком), послідовно розслідував ці та інші злочини радянської влади (КГБ). Тоді ж розпочав формувати Список репресованих. Через переслідування з боку місцевої влади виїхав до Москви.
У 1965—1986 роках ставив спектаклі у ЦДТ, МХАТі, театрах ім. Станіславського, ім. Пушкіна, ім. Московської ради. Вів правозахисну діяльність.
06.1986–04.1988 — головний режисер Київського молодіжного театру. Звільнений без права на режисуру. Потім — на творчій роботі, на керівних посадах у Спілці театральних діячів.
Володів німецькою, французькою, англійською, перекладав з 9 мов.
Захоплення: театр, література, музика.
Помер 18 березня 2016 року від раку шлунку. Похований 22 березня на Байковому кладовищі міста Києва.

## Автор, перекладач, режисер, сценарист
Автор понад 3000 публікацій, зокрема наукових, на теми культури, політики, мистецтва, збірок поезій «Сповідь» (1968); книг: «Марьян Крушельницкий» (рос. 1974, укр. 2007), «Хроніка опору» (1991), «Хто з'їв моє м'ясо?» (1994), «Монологи» (1994), «Як рубали фермерів під корінь» (1994), «Парастас» (1998), «Quo vadis, Україно?», «Кому закони не писані?», «Твори у 3-х томах. Слово. Театр. Життя»; упоряд. і автор статей в книгах: «М. Куліш. Твори в 2-х т.» (1990), «Лесь Курбас. Статті і спогади» (1987), «В'ячеслав Чорновіл. Пульс української незалежності» (2000).
Знаковою подією для української культури стала публікація «Щоденників без купюр» у 60 томах, яка є «хронологічним „зрізом“ епохи повоєнної підкомуністичної  України» (Мирослав Маринович). Вийшло 52 томи.
Перекладач творів Шекспіра, Мольєра, Тагора, Брехта, Піранделло, Апполлінера, роману Дж. Кері «Улюбленець слави», Ж. Кесселя «Лев», Г. Креґа «Про мистецтво театру» (1974) та ін.
Режисер понад 50 вистав: «Маклена Граса», «Патетична соната» М. Куліша, «Ніж у сонці» за І. Драчем, «Матінка Кураж» за Б. Брехтом, «В день весілля» В. Розова, «Казки О. Пушкіна», «Месьє де Пурсоньяк» за Мольєром, «Принц і жебрак» за М. Твеном, «Вдова полковника» Ю. Смуула, «Диктатура совісті» М. Шатрова; реж. фільму «Десята симфонія», Сценарист «Голод-33», автор серії телефільмів про Розстріляне Відродження.

## Громадська і політична діяльність
Народний депутат України 12(1)-го скликання з березня 1990 (2-й тур) до квітня 1994, Ватутінський виборчий округ № 3, місто Київ. На час виборів: режисер, заступник голови Київського відділення Спілки театральних діячів України. Входив до Народної ради (1992 — голова), фракції НРУ.
Народний депутат України 2-го скликання з березня 1994 (1-й тур) до квітня 1998, Дрогобицький виборчій округ № 267, Львівська область, висунутий НРУ. На час виборів: голова Комісії Верховної Ради України з питань культури та духовного відродження, член НРУ. Член фракції НРУ. Заступник голови Комітету з питань культури і духовності (з червня 1994).
Народний депутат України 3-го скликання з березня 1998 до квітня 2002, виборчій округ № 166, Тернопільська область. На час виборів: народний депутат України, член НРУ. Член фракції НРУ (травень 1998 — лютий 1999); уповноважений представник фракції НРУ (першої) (з березня 1999; з квітня 2000 — фракція НРУ). Голова Комітету з питань культури і духовності (з квітня 1998).
Народний депутат України 4-го скликання з квітня 2002 до квітня 2006 від Блоку Віктора Ющенка «Наша Україна», № 12 в списку, член НРУ. Член фракції «Наша Україна» (травень 2002 — вересень 2005), уповноважений представник фракції НРУ (з вересня 2005). Голова Комітету з питань культури і духовності (з червня 2002).
Народний депутат України 5-го скликання з квітня 2006 до листопада 2007 від Блоку «Наша Україна», № 14 в списку, член НРУ. Член фракції Блоку «Наша Україна» (з квітня 2006). Заступник голови Комітету з питань культури і духовності (з липня 2006).
Один з ініціаторів створення Антикомуністичного антиімперіалістичного фронту.
Засновник і голова Всеукраїнського товариства «Меморіал» ім. В. Стуса (1989—2014), з 2014 — почесний голова.

## Родина
Дружина — Неллі Корнієнко (1939), докторка мистецтвознавства, академікиня НАМ України, керівниця, засновниця і директорка Національного центру театрального мистецтва імені Леся Курбаса.
Донька — Оксана (1964), театрознавиця, драматургиня.

## Відзнаки
- Почесний професор Харківського інституту культури (1992) і Волинського університету ім. Лесі Українки.
- Орден ім. В. Стуса (2002, «Меморіал»).
- Лауреат премії СТД (1990).
- почесна нагорода Союзу «Чорнобиль» «За гуманізм» (1996).
- Орден князя Ярослава Мудрого V (07.1998)[12], IV ст. (03.2005)[13].

## Вшанування пам'яті
Вулиці, названі на честь Леся Танюка, існують в Києві, Дніпрі та селищі Стара Вижівка. У місті Київ існує сквер Леся Танюка.